# Focus (band)
Focus is een Nederlandse progrockband, vooral bekend uit de jaren zeventig om zijn instrumentale muziek, een combinatie van invloeden uit klassiek, rock en jazz. De belangrijkste leden uit die tijd waren Thijs van Leer en Jan Akkerman.

## Geschiedenis

### Eind jaren zestig
Focus begon als trio, opgericht door de klassiek geschoolde organist/fluitist Thijs van Leer in 1968. Dit Trio Thijs van Leer, met bassist Martijn Dresden en drummer Hans Cleuver, begeleidde Ramses Shaffy en Liesbeth List, en de Nederlandse uitvoeringen van de Amerikaanse musical Hair. Tijdens een opname als begeleidingsgroep voor de kerstsingle 'Zeven ballen en een piek' van Neerlands Hoop (Freek de Jonge en Bram Vermeulen) ontmoette het trio de Amsterdamse gitarist Jan Akkerman die toen in de groep Brainbox speelde. Hij voegde zich eind 1969 bij de groep en nam met hen het album Focus plays Focus op. Peter van der Sande verving Martijn Dresden als bassist in 1970.

### Jaren zeventig
Akkerman nam uit Brainbox drummer Pierre van der Linden mee die na de opnamen van de debuutelpee Cleuver verving. Dresden werd in 1971 vervangen door Cyril Havermans. In 1971 bracht Focus zijn tweede album uit, Focus II, dat de groep internationale erkenning bracht onder de titel Moving waves. De grootste hits van de band waren de instrumentale nummers Sylvia en Hocus Pocus. Dit nummer bevatte gejodel van Van Leer. Sylvia had Van Leer een aantal jaren eerder geschreven voor de achtergrondzangeres Sylvia Alberts, die destijds net als hijzelf in de cabaretgroep van Ramses Shaffy werkte.
Bassist Havermans verliet in september 1971 de groep om een solocarrière te beginnen. Hij werd opgevolgd door Bert Ruiter, en in deze bezetting werd in juli 1972 de dubbel-lp Focus 3 opgenomen. Op 5 mei 1973 werden tijdens een concert in het Rainbow Theatre live-opnamen gemaakt. Nadat de opnamen voor een vierde studio-album waren afgekeurd, werden de live-opnamen in oktober 1973 uitgebracht als At the Rainbow. Vervolgens kreeg Focus in het najaar van 1973 last van een drummerscrisis. In oktober van dat jaar verliet Pierre van der Linden de groep. Hij werd vervangen door de Britse drummer Colin Allen. Eind december 1973 werd bekend dat Focus de Conamus Exportprijs 1974 was toegekend. In januari en maart 1974 werd het album Hamburger Concerto (1974) opgenomen.
Het jaar daarop verliet drummer Colin Allen de groep tijdens de opnamen voor het album Mother Focus (1975). Hij werd vervangen door studiodrummer David Kemper. Akkerman en Van Leer leverden maar weinig materiaal aan, zodat basgitarist Bert Ruiter enkele nummers bijdroeg. In datzelfde jaar verliet Jan Akkerman de band, die daardoor feitelijk ophield te bestaan.
In mei 1976 trad een nieuwe bezetting rond Van Leer en Ruiter op voor de BBC, met Philip Catherine als gitarist en David Kemper als drummer. Datzelfde jaar werd Ship of Memories uitgebracht; een compilatiealbum bestaande uit vier van de opnamen die in 1973 waren afgekeurd, plus opnamen uit 1970 en 1975. In 1977 werd nog het album Focus con Proby opgenomen, met Eef Albers als gitarist en incidentele zang van P.J. Proby. Het werd in januari 1978 uitgebracht. In datzelfde jaar werd de groep door Van Leer ontbonden.

### Jaren tachtig en negentig
In 1985 brachten Van Leer en Akkerman wegens contractuele verplichtingen een gezamenlijk album uit, met als titel Focus, waaraan ook een concert in Muziekcentrum Vredenburg in Utrecht werd gekoppeld. In 1990 trad Focus op in het tv-muziekprogramma Goud van Oud in de bezetting Van Leer, Akkerman, Ruiter en Van der Linden. In 1998 formeerde Thijs van Leer een nieuwe bezetting van Focus, met de jonge gitarist Menno Gootjes naast veteranen Hans Cleuver (drums) en Bert Ruiter (basgitaar).

### Na 2000
In 2002 werd Thijs van Leer uitgenodigd om mee te spelen in Hocus Pocus, een band die als eerbetoon aan Focus was opgericht door zijn stiefzoon Bobby Jacobs. Van Leer werd groepslid en de band werd omgedoopt in Focus. In het najaar van 2002 kwam een album uit, getiteld Focus 8, met naast Van Leer en Jacobs Jan Dumée (gitaar) en Bert Smaak (drums). In 2006 werd New Skin uitgebracht. Gitarist Niels van der Steenhoven was inmiddels Jan Dumée opgevolgd, en Pierre van der Linden was terug als drummer. In deze bezetting maakte de groep een paar succesvolle internationale tournees, o.a. in Zuid-Amerika. Op 13 januari 2011 werd via de website van Focus gemeld dat gitarist Niels van der Steenhoven stopte met Focus. Hij werd vervangen door Menno Gootjes, die al sinds 1996 samenwerkte met Thijs van Leer. In december 2016 nam bassist Udo Pannekeet de plaats in van Bobby Jacobs. Tijdens de Cruise to the Edge in september 2017 verving Jan Dumée de zieke Menno Gootjes.
Drummer Hans Cleuver overleed in maart 2018. Bassist Bert Ruiter overleed in maart 2022.

## Bezetting
In de periode waarin Focus haar grootste triomfen vierde bestond de band uit:
- Thijs van Leer - toetsinstrumenten, fluit, zang
- Jan Akkerman - gitaar
- Bert Ruiter - basgitaar
- Pierre van der Linden - drums

De huidige bezetting is als volgt:
- Thijs van Leer - toetsinstrumenten, fluit, zang
- Menno Gootjes - gitaar
- Udo Pannekeet - basgitaar
- Pierre van der Linden - drums

## Hitoverzicht
| Single met eventuele hitnotering(en) in de Nederlandse Top 40 | Datum van verschijnen | Datum van binnenkomst | Hoogste positie | Aantal weken | Opmerkingen |
| ------------------------------------------------------------- | --------------------- | --------------------- | --------------- | ------------ | ----------- |
| House of the king                                             | 1970                  | 30-01-1971            | 14              | 4            |             |
| Hocus Pocus                                                   | 1971                  | 17-07-1971            | 10              | 7            |             |
| Sylvia                                                        | 1972                  | 20-05-1972            | 9               | 8            |             |
| Tommy                                                         | 1972                  | 12-08-1972            | 21              | 4            |             |
| Hocus Pocus (U.S. Single version)                             | 1973                  | 24-03-1973            | 9               | 7            |             |
| Harem Scarem                                                  | 1974                  | 25-05-1974            | 26              | 4            |             |

### NPO Radio 2 Top 2000
| Nummers met noteringen in de NPO Radio 2 Top 2000 | '99  | '00  | '01  | '02  | '03 | '04  | '05  | '06  | '07  | '08  | '09  | '10  | '11  | '12  | '13 | '14  | '15  | '16  | '17  | '18  | '19  | '20 | '21  | '22  | '23 | '24 |
| ------------------------------------------------- | ---- | ---- | ---- | ---- | --- | ---- | ---- | ---- | ---- | ---- | ---- | ---- | ---- | ---- | --- | ---- | ---- | ---- | ---- | ---- | ---- | --- | ---- | ---- | --- | --- |
| Hocus Pocus                                       | 314  | 350  | 228  | 253  | 206 | 342  | 415  | 439  | 559  | 380  | 259  | 215  | 277  | 340  | 292 | 387  | 410  | 463  | 447  | 620  | 606  | 699 | 748  | 748  | 796 | 843 |
| House of the king                                 | 1279 | 1171 | 1307 | 1045 | 924 | 1439 | 1550 | 1773 | -    | 1771 | 1699 | 1650 | 1692 | -    | -   | -    | -    | -    | -    | -    | -    | -   | -    | -    | -   | -   |
| Sylvia                                            | 1286 | 970  | 649  | 842  | 583 | 808  | 1018 | 980  | 1086 | 898  | 706  | 785  | 921  | 1049 | 997 | 1177 | 1392 | 1504 | 1394 | 1988 | 1788 | -   | 1970 | 1984 | -   | -   |

1. ↑  Een '-' betekent dat het nummer niet was genoteerd en een vetgedrukt getal geeft de hoogste notering van een nummer aan.

## Albums
- Focus plays Focus (buiten Nederland: "In and out of Focus") (1970)
- Focus II (buiten Nederland: Moving Waves) (1971)
- Focus 3 (1972)
- At the Rainbow (1973)
- Hamburger Concerto (1974)
- Mother Focus (1975)
- Ship of Memories (1976)
- Focus Con Proby (1977)
- Focus Jan Akkerman & Thijs van Leer (1985)
- Live at the BBC (1996)[5]
- Hocus Pocus - The Best of Focus (2001)
- Focus 8 (2003)
- Focus 9 / New Skin (2006)
- Focus X (2012)
- Focus 8.5 / Beyond the horizon (2016)
- Focus 11 (2018)
- Focus 12 (2024)

## Verder lezen
- Dave Randall, In & out of focus: the music of Jan Akkerman & Focus, (2003), SAF Publishing, 223 blz., ISBN 0-946719-44-6
- Jaap van Eik, Focus: Wereldsucces, Ego’s en Machtsstrijd, (2013), ca. 160 blz., ISBN 978-90-74274623